# Плахотник, Даниил Нестерович
Даниил Нестерович Плахотник (1910—1987) — младший сержант Рабоче-крестьянской Красной Армии, участник Великой Отечественной войны, Герой Советского Союза (1945).

## Биография
Даниил Плахотник родился 14 декабря 1910 года в селе Ульяновка. Брат — Герой Советского Союза Алексей Плахотник. После окончания семи классов школы работал трактористом. В 1944 году Плахотник был призван на службу в Рабоче-крестьянскую Красную Армию и направлен на фронт Великой Отечественной войны. Воевал командиром отделением 176-го гвардейского стрелкового полка 59-й гвардейской стрелковой дивизии 46-й армии 2-го Украинского фронта. Отличился во время освобождения Венгрии.
В ночь с 3 на 4 декабря 1944 года Плахотник в числе передовой группы переправился через Дунай в районе города Эрчи и принял активное участие в боях за захват плацдарма, лично уничтожив 9 вражеских солдат. Во время боёв за удержание плацдарма Плахотник принимал активное участие в отражении большого количества немецких контратак. В ходе последующего наступления получил тяжёлую контузию, едва не лишился зрения.
Указом Президиума Верховного Совета СССР от 24 марта 1945 года за «мужество, отвагу и героизм, проявленные в борьбе с немецкими захватчиками» гвардии младший сержант Даниил Плахотник был удостоен высокого звания Героя Советского Союза с вручением ордена Ленина и медали «Золотая Звезда» за номером 4898.
После окончания войны Плахотник был демобилизован. Проживал и работал в Херсоне. Скончался 14 июня 1987 года.
Был также награждён орденом Отечественной войны 1-й степени и рядом медалей.